# Gegersimo
Gegersimo is een bestuurslaag in het regentschap Rembang van de provincie Midden-Java, Indonesië. Gegersimo telt 1417 inwoners (volkstelling 2010).